# Athlītikī Enōsis Kōnstantinoupoleōs 2024-2025
Questa voce raccoglie le informazioni riguardanti l'AEK Atene nelle competizioni ufficiali della stagione 2024-2025.

## Maglie e sponsor
Il fornitore tecnico per la stagione 2024-2025 è Nike, mentre il main sponsor sulla maglia è Pame Stoixima.
| 1ª divisa | 2ª divisa | 3ª divisa |

## Organigramma societario
Fonte: Sito ufficiale; Transfermarkt
Consiglio di amministrazione
- Proprietario: Marios Iliopoulos
- Presidente: Evangelos Aslanidis
- Vice presidente e Amministratore delegato: George Kosmas
- Secondo Vice presidente: Alexis Alexiou
- Consigliere: Antonis Pavlakis
- Consigliere: Anthi Papakosta

Area amministrativa
- General manager: Angeliki Arkadi
- Direttore finanziario: Nikos Ladomenos
- Direttore commerciale: Nikos Karaouzas
- Responsabile ufficio stampa: Tasos Tsatalis

Area sportiva
- Direttore esecutivo: Panagiotis Kone
- Direttore sportivo: Bruno Alves
- Direttore tecnico: Radek Kucharski
- Team manager: Dimitris Nalitzis
- Team manager: Panos Anastasopoulos
- Scout: Fanouris Goundoulakis
- Scout: Dimitris Xouris
- Scout: Akis Petrou

Area tecnica
- Allenatore: Matías Almeyda
- Vice Allenatore: Daniel Vega
- Preparatore atletico: Guido Bonini
- Preparatore atletico: Pantelis Koustoumpekis
- Preparatore atletico: Sotiris Mavros
- Allenatore portieri: Carlos Roa
- Chinesiologo: Fabio Álvarez
- Capo Analisi video: Predrag Sobotovic
- Analisi video: Agustin Zalazar
- Analisi video: Giannis Antonopoulos
- Assistente Team manager: Antonis Maos
- Magazziniere: Giorgos Baliotis
- Magazziniere: Spyros Mallioras
- Magazziniere: Manolis Fanelakis

Area sanitaria
- Direttore settore sanitario: Pantelis Nikolaou
- Medico: Charis Lalos
- Capo settore riabilitazione: Dimitris Ioannou
- Podologo: Manos Arvanitakis
- Fisioterapista: Konstantinos Pavlidis
- Fisioterapista: Dimitris Dimas
- Assistente fisioterapista: Lefteris Gaitanos
- Assistente fisioterapista: Alexis Asprogiannis
- Ergofisiologo: Dimitris Stergiopoulos
- Nutrizionista: Daniel Kapsis
- Allenatore riabilitazione: Ignatios Sakellaridis

## Rosa
| N. |                       | Ruolo | Calciatore        |
| -- | --------------------- | ----- | ----------------- |
| 0  | Serbia (bandiera)     | P     | Cican Stanković   |
| 1  | Albania (bandiera)    | P     | Thomas Strakosha  |
| 2  | Camerun (bandiera)    | D     | Harold Moukoudi   |
| 4  | Polonia (bandiera)    | C     | Damian Szymański  |
| 6  | Danimarca (bandiera)  | C     | Jens Jønsson      |
| 8  | Serbia (bandiera)     | C     | Mijat Gaćinović   |
| 9  | Argentina (bandiera)  | C     | Erik Lamela       |
| 11 | Mauritania (bandiera) | A     | Aboubakary Koita  |
| 12 | Grecia (bandiera)     | D     | Lazaros Rota      |
| 13 | Messico (bandiera)    | C     | Orbelín Pineda    |
| 14 | Haiti (bandiera)      | A     | Frantzdy Pierrot  |
| 16 | Grecia (bandiera)     | A     | Sotiris Tsiloulis |
| 17 | Grecia (bandiera)     | D     | Stavros Pīlios    |
| 18 | Perù (bandiera)       | D     | Alexander Callens |
| 19 | Svezia (bandiera)     | C     | Niclas Eliasson   |
| 20 | Grecia (bandiera)     | C     | Petros Mantalos   |

| N. |                              | Ruolo | Calciatore           |
| -- | ---------------------------- | ----- | -------------------- |
| 21 | Croazia (bandiera)           | D     | Domagoj Vida ()      |
| 22 | Spagna (bandiera)            | C     | Paolo Fernandes      |
| 23 | Austria (bandiera)           | C     | Robert Ljubičić      |
| 24 | Grecia (bandiera)            | D     | Gerasimos Mītoglou   |
| 26 | Francia (bandiera)           | A     | Anthony Martial      |
| 28 | Iran (bandiera)              | D     | Ehsan Hajsafi        |
| 29 | Inghilterra (bandiera)       | D     | Moses Odubajo        |
| 37 | Argentina (bandiera)         | C     | Roberto Pereyra      |
| 81 | Grecia (bandiera)            | P     | Angelos Angelopoulos |
| 91 | Italia (bandiera)            | P     | Alberto Brignoli     |
| 99 | Grecia (bandiera)            | P     | Georgios Theocharis  |
| 5  | Marocco (bandiera)           | A     | Nordin Amrabat       |
| 7  | Trinidad e Tobago (bandiera) | A     | Levi García          |
| 10 | Svizzera (bandiera)          | C     | Steven Zuber         |
| 25 | Grecia (bandiera)            | C     | Kōstas Galanopoulos  |
| 69 | Grecia (bandiera)            | P     | Dimitrios Goumas     |

## Trasferimenti

### Sessione estiva
| Acquisti         | Acquisti             | Acquisti       | Acquisti                                    |
| R.               | Nome                 | da             | Modalità                                    |
| ---------------- | -------------------- | -------------- | ------------------------------------------- |
| A                | Aboubakary Koita     | Sint-Truiden   | definitivo (3,6 milioni €)                  |
| A                | Frantzdy Pierrot     | Maccabi Haifa  | definitivo (2,5 milioni €)                  |
| D                | Moses Odubajo        | Arīs Salonicco | definitivo (1 milione €)                    |
| P                | Thomas Strakosha     |                | definitivo (svincolato)                     |
| C                | Roberto Pereyra      |                | definitivo (svincolato)                     |
| A                | Erik Lamela          |                | definitivo (svincolato)                     |
| P                | Alberto Brignoli     |                | definitivo (svincolato)                     |
| A                | Sotiris Tsiloulis    |                | definitivo (svincolato)                     |
| A                | Anthony Martial      |                | definitivo (svincolato)                     |
| D                | Vedad Radonja        |                | aggregato dalle giovanili                   |
| Altre operazioni |                      |                |                                             |
| R.               | Nome                 | da             | Modalità                                    |
| D                | Alexander Callens    | Girona         | diritto di riscatto esercitato (300 mila €) |
| P                | Dimitrios Goumas     |                | definitivo (svincolato)                     |
| P                | Angelos Angelopoulos |                | aggregato dalle giovanili                   |

| Cessioni         | Cessioni                  | Cessioni       | Cessioni                 |
| R.               | Nome                      | a              | Modalità                 |
| ---------------- | ------------------------- | -------------- | ------------------------ |
| A                | Ezequiel Ponce            | Houston Dynamo | definitiva (5 milioni €) |
| D                | Djibril Sidibé            |                | definitiva (svincolato)  |
| P                | Georgios Athanasiadis     |                | definitiva (svincolato)  |
| A                | Tom van Weert             |                | definitiva (svincolato)  |
| C                | Rodolfo Pizarro           | Mazatlán       | definitiva (?)           |
| D                | Konstantinos Chrysopoulos | Anorthōsis     | prestito                 |
| A                | Zini                      | Levadeiakos    | prestito                 |
| D                | Vedad Radonja             | Lamia          | prestito                 |
| A                | Sergio Araujo             |                | definitiva (svincolato)  |
| D                | Alexander Callens         | Girona         | fine prestito            |
| Altre operazioni |                           |                |                          |
| R.               | Nome                      | da             | Modalità                 |
|                  |                           |                |                          |

### Sessione invernale
| Acquisti         | Acquisti | Acquisti | Acquisti |
| R.               | Nome     | a        | Modalità |
| ---------------- | -------- | -------- | -------- |
|                  |          |          |          |
| Altre operazioni |          |          |          |
| R.               | Nome     | da       | Modalità |
|                  |          |          |          |

| Cessioni         | Cessioni            | Cessioni      | Cessioni                    |
| R.               | Nome                | a             | Modalità                    |
| ---------------- | ------------------- | ------------- | --------------------------- |
| A                | Levi García         | Spartak Mosca | definitiva (18,7 milioni €) |
| A                | Steven Zuber        |               | svincolato                  |
| C                | Kōstas Galanopoulos |               | svincolato                  |
| A                | Nordin Amrabat      |               | svincolato                  |
| Altre operazioni |                     |               |                             |
| R.               | Nome                | da            | Modalità                    |
| P                | Dimitrios Goumas    | PK-35 Vantaa  | prestito                    |

## Risultati

### Souper Ligka Ellada

#### Regular season
| Arbitro: | Zampalas |

|                                 |           |  |
| García 11’ Pilios 14’ Zuber 83’ | Marcatori |  |

| Arbitro: | Pulikidis |

|              |           |             |
| Moukoudi 87’ | Marcatori | 39’ Furtado |

| Arbitro: | Polychronis |

|  |           |                                      |
|  | Marcatori | 45’ Koita 53’ Eliasson 82’ Gaćinović |

| Arbitro: | Fotias |

|                       |           |  |
| Pierrot 22’ Koita 62’ | Marcatori |  |

| Atene 22 settembre 2024, ore 21:00 EEST 5ª giornata | Athens Kallithea | 0 – 0 referto | AEK Atene | Demotikó Stádio Kallithéas (475 spett.)\| Arbitro: \| Tzilos \| |
| Arbitro:                                            | Tzilos           |               |           |                                                                 |

| Arbitro: | Stegemann |

|                                  |           |  |
| Pierrot 30’ Amrabat 90+3’ (rig.) | Marcatori |  |

| Arbitro: | Poulikidis |

|          |           |  |
| Luís 73’ | Marcatori |  |

| Arbitro: | Obrenović |

|             |           |          |
| Pierrot 25’ | Marcatori | 15’ Baba |

| Arbitro: | Tsiaras |

|                     |           |  |
| Betancor 23’ (rig.) | Marcatori |  |

| Arbitro: | Vergetis |

|  |           |              |
|  | Marcatori | 45+1’ García |

| Arbitro: | Tzilos |

|                                     |           |  |
| Hajsafi 9’ Fernandes 31’ García 58’ | Marcatori |  |

| Arbitro: | Osmers |

|                                                          |           |             |
| El Kaabi 7’ (rig.) El Kaabi 49’ El Kaabi 51’ Martins 62’ | Marcatori | 43’ Martial |

| Arbitro: | Veríssimo |

|                                                        |           |  |
| Moukoudi 17’ Martial 45’ (rig.) García 58’ Pierrot 89’ | Marcatori |  |

| Arbitro: | Tsimenteridis |

|                 |           |                            |
| Karachalios 36’ | Marcatori | 45+7’ Moukoudi 87’ Martial |

| Arbitro: | Papadopoulos |

|  |           |              |
|  | Marcatori | 76’ Mitoglou |

| Arbitro: | Tsakalidis |

|                |           |                    |
| Mitoglou 90+4’ | Marcatori | 57’ (rig.) Pedrozo |

| Arbitro: | Katoikos |

|                        |           |                                                |
| Koszta 70’ Conde 90+5’ | Marcatori | 18’ Jønsson 52’ García 54’ Martial 86’ Pierrot |

| Arbitro: | Katsikogiannis |

|                           |           |  |
| Mitoglou 18’ Lamela 90+3’ | Marcatori |  |

| Arbitro: | Eskås |

|                      |           |  |
| Ioannidis 38’ (rig.) | Marcatori |  |

| Arbitro: | Polychronis |

|             |           |  |
| Martial 56’ | Marcatori |  |

| Arbitro: | Zwayer |

|          |           |                       |
| Baba 52’ | Marcatori | 37’ Lamela 48’ Lamela |

| Arbitro: | Evangelou |

|                                                             |           |  |
| Pineda 8’ Martial 23’ Ljubičić 73’ Martial 81’ Ljubičić 84’ | Marcatori |  |

| Arbitro: | Tsetsilas |

|                             |           |              |
| Eliasson 32’ Mantalos 90+4’ | Marcatori | 11’ Tzovaras |

| Arbitro: | Papapetrou |

|  |           |                                        |
|  | Marcatori | 64’ Gaćinović 76’ Eliasson 80’ Pierrot |

| Arbitro: | Jablonski |

|  |           |               |
|  | Marcatori | 90’ Chiquinho |

| Salonicco 9 marzo 2025, ore 19:00 EET 26ª giornata | Arīs Salonicco | 0 – 0 referto | AEK Atene | Stádio Kleánthes Bikelídes (5 281 spett.)\| Arbitro: \| Siebert \| |
| Arbitro:                                           | Siebert        |               |           |                                                                    |

Classificandosi al 2° posto nella regular season, l'AEK Atene si è qualificato per Championship Playoffs.

#### Championship Playoffs
Essendosi classificato al 2° posto in classifica dopo la regular season, l'AEK Atene ha disputato i Champioship Playoffs insieme a Olympiakos, Panathinaikos e PAOK Salonicco.
| Arbitro: | Brych |

|                                |           |                                           |
| Mantalos 22’ (rig.) Lamela 47’ | Marcatori | 58’ Konstantelias 67’ Živković 85’ Pelkas |

| Arbitro: | Sylwestrzak |

|                                            |           |              |
| Maksimović 17’ Djuričić 80’ Jeremejeff 88’ | Marcatori | 47’ Moukoudi |

| Arbitro: | Colombo |

|              |           |  |
| El Kaabi 55’ | Marcatori |  |

| Arbitro: | Meler |

|                        |           |  |
| 43’ Velde 74’ Jaremčuk | Marcatori |  |

| Arbitro: | Jorgji |

|            |           |                                 |
| Lamela 44’ | Marcatori | 51’ Ounahi 61’ (rig.) Świderski |

| Arbitro: | Storks |

|                 |           |  |
| Michailidis 45’ | Marcatori |  |

Concludendo i Champioship Playoffs al 4° posto, l'AEK Atene si è qualificato alla Conference League, accedendo dai turni preliminari.

### Kypello Ellados
L'AEK Atene ha cominciato la sua partecipazione alla Kypello Ellados a partire dagli ottavi di finale.

#### Ottavi di finale
Dal sorteggio degli ottavi di finale, che si è tenuto il 2 ottobre 2024, l'AEK Atene è stato accoppiato all'Aris Salonicco.
| Arbitro: | Sidiropoulos |

|               |           |  |
| Martial 45+1’ | Marcatori |  |

| Arbitro: | Fotias |

|             |           |             |
| Morón 45+2’ | Marcatori | 80’ Martial |

Con il risultato aggregato di 2-1 in suo favore, l'AEK Atene ha eliminato l'Aris Salonicco e si è qualificato ai quarti di finale di Kypello Ellados.

#### Quarti di finale
Ai quarti di finale l'AEK Atene affronta il PAOK.
| Arbitro: | Sozza |

|            |           |  |
| Lamela 53’ | Marcatori |  |

| Arbitro: | Pajač |

|                |           |              |
| Živković 90+1’ | Marcatori | 107’ Odubajo |

Permanendo il risultato di pareggio (1-1) dopo la disputa dei tempi regolamentari, sono stati necessari i tempi supplementari dai quali è uscito vincitore l'AEK Atene, che in tal modo ha eliminato il PAOK Salonicco e si è qualificato alle semifinali di Kypello Ellados.

#### Semifinali
Ai quarti di finale l'AEK Atene ha affrontato l'Olympiakos.
| Arbitro: | Brych |

|                                                                     |           |  |
| Horta 9’ Horta 19’ Jaremčuk 22’ Palma 47’ Jaremčuk 53’ El Kaabi 78’ | Marcatori |  |

| Arbitro: | Saggi |

|                               |           |  |
| Carmo 37’ (aut.) Mantalos 77’ | Marcatori |  |

Con il risultato aggregato di 2-6 a favore dell'Olympiakos, l'AEK Atene è stato eliminato alle semifinali di Kypello Ellados.

### Conference League
Concludendo i playoff del campionato al 2º posto nella scorsa stagione, l'AEK Atene ha ottenuto la qualificazione alla Conference League. La sua partecipazione alla manifestazione è cominciata a partire dal secondo turno di qualificazione.

#### Secondo turno
Dal sorteggio del secondo turno di qualificazione, avvenuto il 19 giugno 2024, ha visto l'AEK Atene accoppiato agli andorrani dell'Inter Club d'Escaldes.
| Arbitro: | D'hondt |

|                                                   |           |                                     |
| Ljubičić 6’ García 20’ Gaćinović 31’ Moukoudi 53’ | Marcatori | 65’ (aut.) Vida 78’ Sascha 83’ Viti |

| Arbitro: | Berka |

|  |           |                                              |
|  | Marcatori | 29’ García 74’ García 83’ Amrabat 86’ García |

Con il risultato aggregato di 8-3 in suo favore, l'AEK Atene ha battuto l'Inter d'Escaldes e si è qualificato agli spareggi di qualificazione di Conference League.

#### Terzo turno
Al terzo turno di qualificazione di Conference League l'AEK Atene ha affrontato gli armeni del Noah.
| Arbitro: | Kastrati |

|                                          |           |            |
| Pinson 34’ Čančarević 67’ Gregório 90+8’ | Marcatori | 22’ García |

| Arbitro: | Schröder |

|                    |           |  |
| Silva 90+2’ (aut.) | Marcatori |  |

Con il risultato aggregato di 3-2 in favore del Noah, l'AEK Atene è stato eliminato ai turni preliminari di Conference League.

## Statistiche

### Statistiche di squadra
| Competizione         | Punti | In casa | In casa | In casa | In casa | In casa | In casa | In trasferta | In trasferta | In trasferta | In trasferta | In trasferta | In trasferta | Totale | Totale | Totale | Totale | Totale | Totale | DR  |
| Competizione         | Punti | G       | V       | N       | P       | Gf      | Gs      | G            | V            | N            | P            | Gf           | Gs           | G      | V      | N      | P      | Gf     | Gs     | DR  |
| -------------------- | ----- | ------- | ------- | ------- | ------- | ------- | ------- | ------------ | ------------ | ------------ | ------------ | ------------ | ------------ | ------ | ------ | ------ | ------ | ------ | ------ | --- |
| Souper Ligka Ellada  | 53    | 13      | 9       | 3       | 1       | 27      | 5       | 13           | 7            | 2            | 4            | 17           | 11           | 26     | 16     | 5      | 5      | 44     | 16     | +28 |
| Championship Playoff | 53    | 3       | 0       | 0       | 3       | 3       | 7       | 3            | 0            | 0            | 3            | 1            | 5            | 6      | 0      | 0      | 6      | 4      | 12     | -8  |
| Kypello Ellados      | -     | 3       | 3       | 0       | 0       | 4       | 0       | 3            | 1            | 1            | 1            | 2            | 8            | 6      | 3      | 2      | 1      | 6      | 8      | -2  |
| Conference League    | -     | 2       | 2       | 0       | 0       | 5       | 3       | 2            | 1            | 0            | 1            | 5            | 3            | 4      | 3      | 0      | 1      | 10     | 6      | +4  |
| Totale               | -     | 21      | 14      | 3       | 4       | 39      | 15      | 21           | 9            | 3            | 9            | 25           | 27           | 42     | 22     | 7      | 13     | 64     | 42     | +22 |

### Andamento in campionato

#### Regular season
| Giornata  | 1 | 2 | 3 | 4 | 5 | 6 | 7 | 8 | 9 | 10 | 11 | 12 | 13 | 14 | 15 | 16 | 17 | 18 | 19 | 20 | 21 | 22 | 23 | 24 | 25 | 26 |
| --------- | - | - | - | - | - | - | - | - | - | -- | -- | -- | -- | -- | -- | -- | -- | -- | -- | -- | -- | -- | -- | -- | -- | -- |
| Luogo     | C | C | T | C | T | C | T | C | T | T  | C  | T  | C  | T  | T  | C  | T  | C  | T  | C  | T  | C  | C  | T  | C  | T  |
| Risultato | V | N | V | V | N | V | P | N | P | V  | V  | P  | V  | V  | V  | N  | V  | V  | P  | V  | V  | V  | V  | V  | P  | N  |
| Posizione | 1 | 3 | 3 | 1 | 2 | 1 | 3 | 3 | 3 | 3  | 2  | 4  | 2  | 2  | 2  | 4  | 3  | 2  | 3  | 2  | 2  | 2  | 2  | 2  | 2  | 2  |

Legenda:

Luogo: C = Casa; T = Trasferta. Risultato: R = Rinviata; V = Vittoria; N = Pareggio; P = Sconfitta.

#### Championship Playoff
| Giornata  | 1 | 2 | 3 | 4 | 5 | 6 |
| --------- | - | - | - | - | - | - |
| Luogo     | C | T | T | C | C | T |
| Risultato | P | P | P | P | P | P |
| Posizione | 2 | 3 | 3 | 4 | 4 | 4 |

Legenda:

Luogo: C = Casa; T = Trasferta. Risultato: R = Rinviata; V = Vittoria; N = Pareggio; P = Sconfitta.

### Statistiche individuali
| Giocatore       | Souper Ligka Ellada | Souper Ligka Ellada | Souper Ligka Ellada | Souper Ligka Ellada | Kypello Ellados | Kypello Ellados | Kypello Ellados | Kypello Ellados | Conference League | Conference League | Conference League | Conference League | Totale   | Totale | Totale      | Totale     |
| Giocatore       | Presenze            | Reti                | Ammonizioni         | Espulsioni          | Presenze        | Reti            | Ammonizioni     | Espulsioni      | Presenze          | Reti              | Ammonizioni       | Espulsioni        | Presenze | Reti   | Ammonizioni | Espulsioni |
| --------------- | ------------------- | ------------------- | ------------------- | ------------------- | --------------- | --------------- | --------------- | --------------- | ----------------- | ----------------- | ----------------- | ----------------- | -------- | ------ | ----------- | ---------- |
| A. Brignoli     | 10                  | -14                 | 1                   | 0                   | 3               | -1              | 1               | 0               | 0                 | 0                 | 0                 | 0                 | 13       | -15    | 2           | 0          |
| A. Callens      | 7                   | 0                   | 0                   | 0                   | 1               | 0               | 0               | 0               | 3                 | 0                 | 1                 | 0                 | 11       | 0      | 1           | 0          |
| N. Eliasson     | 21                  | 3                   | 1                   | 0                   | 4               | 0               | 1               | 0               | 3                 | 0                 | 0                 | 0                 | 28       | 3      | 2           | 0          |
| P. Fernandes    | 19                  | 1                   | 2                   | 0                   | 5               | 0               | 0               | 0               | 3                 | 0                 | 1                 | 0                 | 27       | 1      | 3           | 0          |
| M. Gaćinović    | 20                  | 2                   | 6                   | 1                   | 5               | 0               | 2               | 0               | 4                 | 1                 | 0                 | 0                 | 29       | 3      | 8           | 1          |
| K. Galanopoulos | 0                   | 0                   | 0                   | 0                   | 1               | 0               | 0               | 0               | 1                 | 0                 | 0                 | 0                 | 2        | 0      | 0           | 0          |
| E. Hajsafi      | 15                  | 1                   | 2                   | 0                   | 4               | 0               | 1               | 0               | 4                 | 0                 | 1                 | 0                 | 23       | 1      | 4           | 0          |
| J. Jønsson      | 19                  | 1                   | 6                   | 0                   | 4               | 0               | 0               | 0               | 2                 | 0                 | 2                 | 0                 | 25       | 1      | 8           | 0          |
| A. Koita        | 23                  | 2                   | 5                   | 0                   | 3               | 0               | 0               | 0               | 4                 | 0                 | 1                 | 0                 | 30       | 2      | 6           | 0          |
| E. Lamela       | 24                  | 5                   | 9                   | 1                   | 5               | 1               | 2               | 0               | 2                 | 0                 | 0                 | 0                 | 31       | 6      | 11          | 1          |
| R. Ljubičić     | 22                  | 2                   | 1                   | 0                   | 3               | 0               | 1               | 0               | 4                 | 1                 | 2                 | 0                 | 29       | 3      | 4           | 0          |
| P. Mantalos     | 25                  | 2                   | 8                   | 0                   | 4               | 1               | 0               | 0               | 3                 | 0                 | 1                 | 0                 | 32       | 3      | 9           | 0          |
| A. Martial      | 19                  | 7                   | 1                   | 1                   | 4               | 2               | 1               | 0               | 0                 | 0                 | 0                 | 0                 | 23       | 9      | 2           | 1          |
| G. Mītoglou     | 15                  | 3                   | 2                   | 1                   | 5               | 0               | 0               | 0               | 0                 | 0                 | 0                 | 0                 | 20       | 3      | 2           | 1          |
| H. Moukoudi     | 21                  | 4                   | 5                   | 1                   | 5               | 0               | 1               | 0               | 3                 | 1                 | 0                 | 0                 | 29       | 5      | 6           | 1          |
| M. Odubajo      | 16                  | 0                   | 5                   | 0                   | 3               | 1               | 2               | 0               | 0                 | 0                 | 0                 | 0                 | 19       | 1      | 7           | 0          |
| R. Pereyra      | 25                  | 0                   | 4                   | 0                   | 4               | 0               | 1               | 0               | 1                 | 0                 | 0                 | 0                 | 30       | 0      | 5           | 0          |
| F. Pierrot      | 28                  | 6                   | 4                   | 0                   | 6               | 0               | 1               | 0               | 0                 | 0                 | 0                 | 0                 | 34       | 6      | 5           | 0          |
| S. Pilios       | 17                  | 1                   | 4                   | 0                   | 2               | 0               | 0               | 0               | 1                 | 0                 | 1                 | 0                 | 20       | 1      | 5           | 0          |
| O. Pineda       | 30                  | 1                   | 5                   | 0                   | 6               | 0               | 2               | 0               | 2                 | 0                 | 0                 | 0                 | 38       | 1      | 7           | 0          |
| L. Rota         | 24                  | 0                   | 6                   | 0                   | 5               | 0               | 0               | 0               | 4                 | 0                 | 2                 | 0                 | 33       | 0      | 8           | 0          |
| T. Strakosha    | 23                  | -15                 | 1                   | 0                   | 2               | -6              | 0               | 0               | 4                 | -6                | 1                 | 0                 | 29       | -27    | 2           | 0          |
| D. Szymański    | 26                  | 0                   | 5                   | 0                   | 4               | 0               | 1               | 0               | 4                 | 0                 | 1                 | 0                 | 34       | 0      | 7           | 0          |
| D. Theodoridis  | 2                   | 0                   | 0                   | 0                   | 1               | 0               | 0               | 0               | 0                 | 0                 | 0                 | 0                 | 3        | 0      | 0           | 0          |
| S. Tsiloulis    | 6                   | 0                   | 0                   | 0                   | 1               | 0               | 0               | 0               | 0                 | 0                 | 0                 | 0                 | 7        | 0      | 0           | 0          |
| D. Vida         | 26                  | 0                   | 3                   | 0                   | 1               | 0               | 0               | 0               | 4                 | 0                 | 1                 | 0                 | 31       | 0      | 4           | 0          |
| N. Amrabat      | 6                   | 1                   | 1                   | 0                   | 0               | 0               | 0               | 0               | 3                 | 1                 | 0                 | 0                 | 9        | 2      | 1           | 0          |
| L. García       | 16                  | 5                   | 2                   | 0                   | 3               | 0               | 0               | 0               | 3                 | 5                 | 0                 | 0                 | 22       | 10     | 2           | 0          |
| S. Zuber        | 3                   | 1                   | 0                   | 0                   | 1               | 0               | 0               | 0               | 1                 | 0                 | 0                 | 0                 | 5        | 1      | 0           | 0          |